# 苏吉滩乡
苏吉滩乡，是中华人民共和国青海省海北藏族自治州门源回族自治县下辖的一个乡镇级行政单位。

## 行政区划
苏吉滩乡下辖以下地区：
察汉达吾村、苏吉湾村、燕麦图呼村、药草梁村和扎麻图村。